# Парламентские выборы в Великобритании (1835)
Парламентские выборы в Великобритании 1835 года прошли с 6 января по 6 февраля и стали одиннадцатыми парламентскими выборами в истории Соединённого королевства Великобритании и Ирландии после Актов об унии 1800 года и вторыми после принятия Великой реформы 1832 года. В ходе выборов были избраны 658 членов Палаты общин, нижней палаты парламента Соединённого Королевства. Выборы проводились досрочно в связи с роспуском Палаты общин 29 декабря 1834 года. Результаты показали, что консерваторы Роберта Пиля добились больших успехов по сравнению с низким результатом выборов 1832 года, но виги, вступившие в коалицию с радикалами и рипилерами, сохранили значительное большинство.
Одиннадцатый парламент Соединённого Королевства был распущен 29 декабря 1834 года. Новый парламент был созван на своё первое заседание 19 февраля 1835 года с максимальным сроком полномочий семь лет с этой даты. Максимальный срок мог быть и обычно сокращался, когда монарх распускал парламент до истечения его срока.

## Политическая ситуация
После победы вигов на выборах 1832 года граф Грей сохранил за собой пост премьер-министра, который занял после отставки герцога Велингтона 22 ноября 1830 года. В 1833 году Грей добился принятия Акта об отмене работорговли 1833 года, который фактически отменил рабство в Британской империи. В 1834 году кабинет министров разделился по вопросу католической эмансипации. Лорд Англси, лорд-лейтенант Ирландии, предпочёл примирительную реформу, включая частичное перераспределение доходов от десятины от официальной церкви Ирландии в пользу Римско-католической церкви и, политику, известную как «присвоение». Однако лорд Стэнли, секретарь по ирландским вопросам в правительстве графа Грея сделал выборв в пользу принудительных мер. В этой тупиковой ситуации Грей ушёл с поста премьер-министра в 1834 году и назначил виконта Мельбурна своим преемником.
Виконт Мельбурн возглавил кабинет министров 16 июля, но продержался на своей должности недолго. 14 ноября 1834, после решения короля Вильгельма IV, противника радикальных реформ, о роспуске правительства вигов, Мельбурн был вынужден уступить своё кресло лидеру консерваторов Роберту Пилю (в течение трёх недель после роспуска кабинета функции премьер-министра выполнял другой лидер консерваторов Артур Уэлсли, герцог Веллингтон, поскольку Пиль был в Италии).
Пиль управлял консервативным правительством меньшинства консерваторов. Тем временем, виги упрочили своё положение в Палате общин, заключив соглашение с членами парламента от ирландской Ассоциации отзыва Дэниела О’Коннелла, что позволяло им не раз одерживать верх над правительством при голосовании в парламенте по различным законопроектам. В декабре 1834 года король распустил парламент, и были назначены всеобщие выборы.
Голосование проходило в январе и феврале 1835 года, и сторонники Пиля получили около 100 мест, но этого было недостаточно, чтобы получить большинство. В январе 1835 года в качестве своего програмного заявления перед выборами Пиль издал Тамвортский манифест. Этот документ стал основой, на которой была создана современная Консервативная партия. В нём Пиль пообещал, что консерваторы одобрят скромные (modest) реформы.
Виги виконта Мельбурна, рипилеры О’Коннелла и радикалы, решив действовать как единое целое против консерваторов, в феврале 1835 года в Личфилд-Хаус (Сент-Джеймс-сквер, Лондон), резиденции видного деятеля вигов Томаса Ансона, 1-го графа Личфилда, заключили предвыборное соглашение, известное как Личфилдский пакт. Избирательный союз позволил вигам сохранить большинство в Палате общин и уже в апреле сформировать второе правительство виконта Мельбурна, а О’Коннеллу, чья партия в предыдущих выборах участвовала сама по себе, добиваться дальнейших реформ для Ирландии.
В конце концов, после примерно 100 дней пребывания у власти и так и не сумев сформировать большинства, кабинет Пиля ушёл в отставку из-за разочарования, и виги под руководством виконта Мельбурна вернулись к власти.

## Даты выборов
В тот период в Великобритании не было единого дня выборов. Получив королевский приказ о назначении выборов, местное должностное лицо, ответственное за их проведение, устанавливало график голосования для конкретного избирательного округа или округов, которые входили в сферу его ответственности. Голосование в округах могло продолжаться в течение многих дней, пока депутат не будет избран.
Парламентские выборы 1835 года проходили месяц с 6 января по 6 февраля 1835 года. Первое выдвижение кандидатур состоялось 5 января, первое голосование — 6 января, а последнее — 6 февраля 1835 года. Обычно голосование в университетских округах и на Оркнейских и Шетландских островах проводилось примерно через неделю после других выборов. Не принимая во внимание выборов в университетах, а также на Оркнейских и Шетландских островах, последнее голосование состоялось 27 января 1835 года.

## Результаты
|        |              |                   |           |         |        |         |       |         |
| Партия | Партия       | Лидер             | Кандидаты | Голоса  | Голоса | Голоса  | Места | Места   |
| Партия | Партия       | Лидер             | Кандидаты | Голоса  | %      | ± п. п. | Места | ± п. п. |
|        | Виги         | Виконт Мельбурн   | 538       | 349 868 | 57,25  | ▼ 13,6  | 441   | ▼ 98    |
|        | Консерваторы | Герцог Веллингтон | 407       | 261 269 | 42,75  | ▼ 13,6  | 273   | ▲ 98    |

### Результаты выборов по регионам
| Партия | Партия       | Великобритания | Великобритания | Великобритания | Великобритания | Великобритания | Великобритания | Великобритания | Англия    | Англия  | Англия | Англия | Англия | Англия | Англия | Шотландия | Шотландия | Шотландия | Шотландия | Шотландия | Шотландия | Шотландия |
| Партия | Партия       | Кандидаты      | Голоса         | %              | ±              | Места          | ±              | Б/А            | Кандидаты | Голоса  | %      | ±      | Места  | ±      | Б/А    | Кандидаты | Голоса    | %         | ±         | Места     | ±         | Б/А       |
| ------ | ------------ | -------------- | -------------- | -------------- | -------------- | -------------- | -------------- | -------------- | --------- | ------- | ------ | ------ | ------ | ------ | ------ | --------- | --------- | --------- | --------- | --------- | --------- | --------- |
|        | Виги         | 451            | 315 002        | 57,2           | ▼13,9          | 317            | ▼91            | 126            | 380       | 281 576 | 57,4   | ▼13,4  | 264    | ▼83    | 100    | 52        | 28 307    | 62,8      | ▼16,2     | 38        | ▼5        | 15        |
|        | Консерваторы | 338            | 235 907        | 42,8           | ▲13,9          | 238            | ▲91            | 102            | 278       | 209 964 | 42,6   | ▲13,4  | 200    | ▲84    | 77     | 33        | 15 733    | 37,2      | ▲16,2     | 15        | ▲5        | 8         |
| Всего  | Всего        | 789            | 550 909        | 100            | ▬              | 555            | ▬              | 228            | 658       | 491 540 | 100    | ▬      | 464    | ▬      | 177    | 85        | 44 040    | 100       | ▬         | 53        | ▬         | 23        |

| Партия | Партия       | Уэльс     | Уэльс  | Уэльс | Уэльс | Уэльс | Уэльс | Уэльс | Ирландия  | Ирландия | Ирландия | Ирландия | Ирландия | Ирландия | Ирландия | Университеты   | Университеты   | Университеты   | Университеты   | Университеты   | Университеты   | Университеты   |
| Партия | Партия       | Кандидаты | Голоса | %     | ±     | Места | ±     | Б/А   | Кандидаты | Голоса   | %        | ±        | Места    | ±        | Б/А      | Кандидаты      | Голоса         | %              | ±              | Места          | ±              | Б/А            |
| ------ | ------------ | --------- | ------ | ----- | ----- | ----- | ----- | ----- | --------- | -------- | -------- | -------- | -------- | -------- | -------- | -------------- | -------------- | -------------- | -------------- | -------------- | -------------- | -------------- |
|        | Виги         | 19        | 5 119  | 36,1  | ▼10,5 | 15    | ▼3    | 11    | 87        | 34 866   | 57,6     | ▼10,3    | 28       | ▼7       | 28       | Не участвовали | Не участвовали | Не участвовали | Не участвовали | Не участвовали | Не участвовали | Не участвовали |
|        | Консерваторы | 21        | 10 210 | 63,9  | ▲10,5 | 17    | ▲3    | 11    | 69        | 25 362   | 42,4     | ▲10,3    | 35       | ▲7       | 19       | 6              | Не голосовали  | Не голосовали  | Не голосовали  | 6              | ▬              | 6              |
| Всего  | Всего        | 40        | 15 329 | 100   | ▬     | 32    | ▬     | 22    | 156       | 60 228   | 100      | ▬        | 103      | ▬        | 47       | 6              | Не голосовали  | Не голосовали  | Не голосовали  | 6              | ▬              | 6              |

### Комментарии
1. 1 2  Коалиция вигов, радикалов и рипилеров.
2. ↑  Включая 154 депутата, избранных безальтернативно.
3. 1 2  По сравнению с объединённом результатом 1832 года для вигов и рипилеров.
4. ↑  Включая 121 депутата, избранного безальтернативно.
5. 1 2  Голосование состоялось только в 383 округах из 658. В 275 округах голосование не проводилось из-за отсутствия альтернативных кандидатов.
6. ↑  Избирательные округа различались по числу избираемых членов Палаты общин, самые маленькие избирательные округа избирали 1 члена, а самые большие — 4. Заштрихованная окраска используется в избирательных округах, избравших от депутатов разных партий. Таким образом, штриховка 2:1 указывает на то, что 2 из 3 избранных парламентариев были представителями одной партии, а оставшийся член — представителем другой.